# Modus vivendi
Modus vivendi latin kifejezés magyarra fordítva csupán életmódot, létezési módot jelent, de mint szakkifejezés, ennél többet jelent: ellentétes vagy részben különböző érdekeltségű társadalmi csoportok között gyakorlati megfontolásokból, kompromisszumok révén  kialakított viszonylag békés együttélési módot.

## Modus vivendi a politikában
A modus vivendi szükségessége akkor merülhet fel, ha ellenérdekű felek között éles, tartósnak ígérkező és nehezen elsimítható konfliktus támad. Ha ez erősebb érdekérvényesítő képességgel rendelkező fél nem tudja teljes mértékben ráerőltetni akaratát a gyengébb félre, de el tudja érni, hogy az utóbbi – elveit feladva – együttműködjék vele, akkor az még nem modus vivendit jelent, hanem (politikailag negatív jelentésű) kollaborációt. Modus vivendiről akkor szokás beszélni, ha az ellentétes érdekű felek egyike sem tudja vagy akarja olyan mértékben ráerőltetni az akaratát a másikra, hogy az feladja a számára igazán lényeges elveket. Az ilyen megegyezéses, egymást megtűrő állapot többnyire tárgyalások, alkudozások révén jön létre a feszültségek, a folyamatos ellenségeskedések megszüntetése érdekében. A „kollaborálás” és a modus vivendi elfogadása között tehát az a lényeges különbség, hogy az utóbbiban nem történik meg a lényeges elvek feladása. A gyengébb fél számára modus vivendi a körülményekhez való, a lehetőségekhez mérten tisztes alkalmazkodását jelenti.
A modus vivendi kényszerűségből létrejött állapot, ezért törékeny, fegyvernyugvás-jellegű: ideiglenesség jellemzi. Ha bármi okból megváltoznak az erőviszonyok, megszűnhet a megegyezéses állapot. Mindenesetre a gyengébb fél számára a modus vivendi az arcvesztés nélküli túlélés esélyét jelentheti, időnyerést az „aki időt nyer, életet nyer” elve alapján; reményt arra, hogy idővel a körülmények az ő javára kedvezően változhatnak. Addig is rendezheti sorait, erőt gyűjthet.
Egyes vélemények szerint a modus vivendinek „van egy olyan változata is, amely a hallgatólagosságra helyezi a hangsúlyt. Ennek lényege, hogy a felek céljai bár eltérők lehetnek, mégsem kötnek kifejezett kompromisszumot, mert egyik fél sem akarja elkötelezni magát a másikkal szemben, viszont úgy élnek, működnek, hogy lehetőleg minimálisra csökkentsék a találkozási pontokat vagy súrlódási felületet. Ez történhet valamelyik fél teljes passzivitásával, vagy pedig az érintkezések (érintkezési pontok) minimalizálásával egyfajta laissez faire-szisztéma keretében.” 

## Modus vivendi a nemzetközi jogban és a diplomáciában
E területen a modus vivendi nem „módot” jelent, hanem tárgyalások, kompromisszumok révén elért megállapodást:
„A modus vivendi nemzetközi szerződések egyik fajtája; rendszerint valamely kérdésnek átmeneti időre, ideiglenes megállapodással történő rendezése.”  Vagy egy korábbi szakkönyv meghatározása szerint: „A modus vivendi a diplomácia nyelvén: egymással vitában álló felek között a vita tárgyát képező ügynek meghatározatlan időre szóló, ideiglenes elrendezését jelenti, amely a vitában álló felek között jogi álláspontjuk kölcsönös fenntartása mellett tényleges és jobb megállapodás híján mintegy kölcsönösen eltűrt állapotot hoz létre.”
Használatos ez a kifejezés a római katolikus egyház és az államok közötti megállapodások egyik fajtájának a megnevezésére is. Az Szentszék és az államok (illetve más politikai társulások) közötti „megállapodások legfőbb típusai: a konkordátum (mely a kapcsolatok egészét rendezi tartós jelleggel, ünnepélyes formában), a modus vivendi (mely a kapcsolatok egészét ideiglenes jelleggel szabályozza), valamint a részleges megállapodás (mely a kapcsolatoknak csak bizonyos részterületeivel foglalkozik).”